# Emili Vilà i Gorgoll
Emili Vilà i Gorgoll (Llagostera, 18 d'octubre de 1887- 28 de desembre de 1967) fou un cartellista i pintor català que treballà per a la Gaumont, la Paramount Pictures i la 20th Century Fox convertint-se en un dels il·lustradors més destacats de la dècada del 1920 a França. Conegué desenes d'artistes destacats del París de principis del segle xx. Passà els últims anys al seu poble natal, on fou paisatgista de la Costa Brava i convertí la seva casa en un museu.

## Biografia
El 1902 marxà a Barcelona fugint de la usura del cacic local, que feia la vida impossible al seu pare, industrial taper. Deixeble de Rafael Masó i Valentí i Joan Baixas i Carreter, als 16 i als 18 anys va ser guardonat a l'Exposició General de Belles Arts de Barcelona.
El pare va aconseguir feina en una empresa de la Xampanya i la família es traslladà a França, on el 1909 aconseguí feina d'il·lustrador al diari l'Echo du Nord-est, on el 1914 faria una sèrie d'estampes sobre la vida dels soldats de la I Guerra Mundial. A França fou un destacat il·lustrador i pintor. Durant la seva etapa a París, on s'establí el 1906, feu amistat amb Picasso. A partir del 1910 fou dibuixant a la foneria de la Val d'Osne i retolista als estudis Pathé, moment en què visqué a Montmartre, al costat de la casa de Modigliani. En poc temps començà a treballar a la Gaumont, la Paramount i la Fox, que li oferí instal·lar-se a Nova York, tot i que ell ho rebutjà. La prosperitat a la capital francesa li permeté llogar un palau amb ascensor privat i dotze balconades al boulevard Voltaire, on va rebre Pétain, Foch, Poincaré, Cambó i Madariaga, a més d'aristòcrates, potentats i algunes de les principals estrelles cinematogràfiques del moment, des de Hedy Lamarr a Joan Crawford, Jean Gabin, Lili Damita, Anita Stewart o Fernandel.
Cada cop tornava més sovint a Catalunya, on llogà un pis al passeig de Gràcia de Barcelona i la finca Mas Miomi a Sant Feliu de Guíxols. El 1941 tornà definitivament a Llagostera, pintà paisatges de la Costa Brava i feu algunes exposicions. Acabaria convertint la seva casa en el Museu Vilà.
Va rebre la condecoració francesa de cavaller de la Legió d'Honor (establerta per Napoleó I el 1802) i el guardó de la creu de l'artista francès.